# Nebtinaam
De nebtinaam is een deel van de koningstitels van farao's.

## Verschijning en betekenis
Nebti is het vrouwelijk meervoudsvorm van nb of heerser, het betekent de twee heerseressen maar wordt ook wel beschreven als "nebtinaam", "beide heerseressen" of "de twee vrouwen".
Ze stellen voor een gier en een cobra zittend op een mand, het teken van meester of heerser (Code V30 van de Hiërogliefenlijst van Gardiner). Hierna komen een reeks hiërogliefen, een spreuk.
De betekenis is dat de koning onder de bescherming van de twee nationale beschermgodinnen van Egypte staat. Namelijk: de gier stond voor de godin Nechbet, godin van Opper-Egypte en de cobra stond voor Wadjet, de godin van Neder-Egypte.

## Geschiedenis
De titel werd voor het eerst gebruikt door koning Hor-Aha van de 1e dynastie van Egypte op een ivoren plaquette, de twee godinnen worden afgebeeld in een tent of tempel. De titel werd sporadisch gebruikt tijdens de 1e, 2e en 3e dynastie. Vanaf koning Chafra van de 4e dynastie van Egypte werd het deel van de officiële titulatuur van de farao en werd het constant in dezelfde vorm gebruikt.

## Voorbeelden
Enkele voorbeelden van de Nebtinaam:

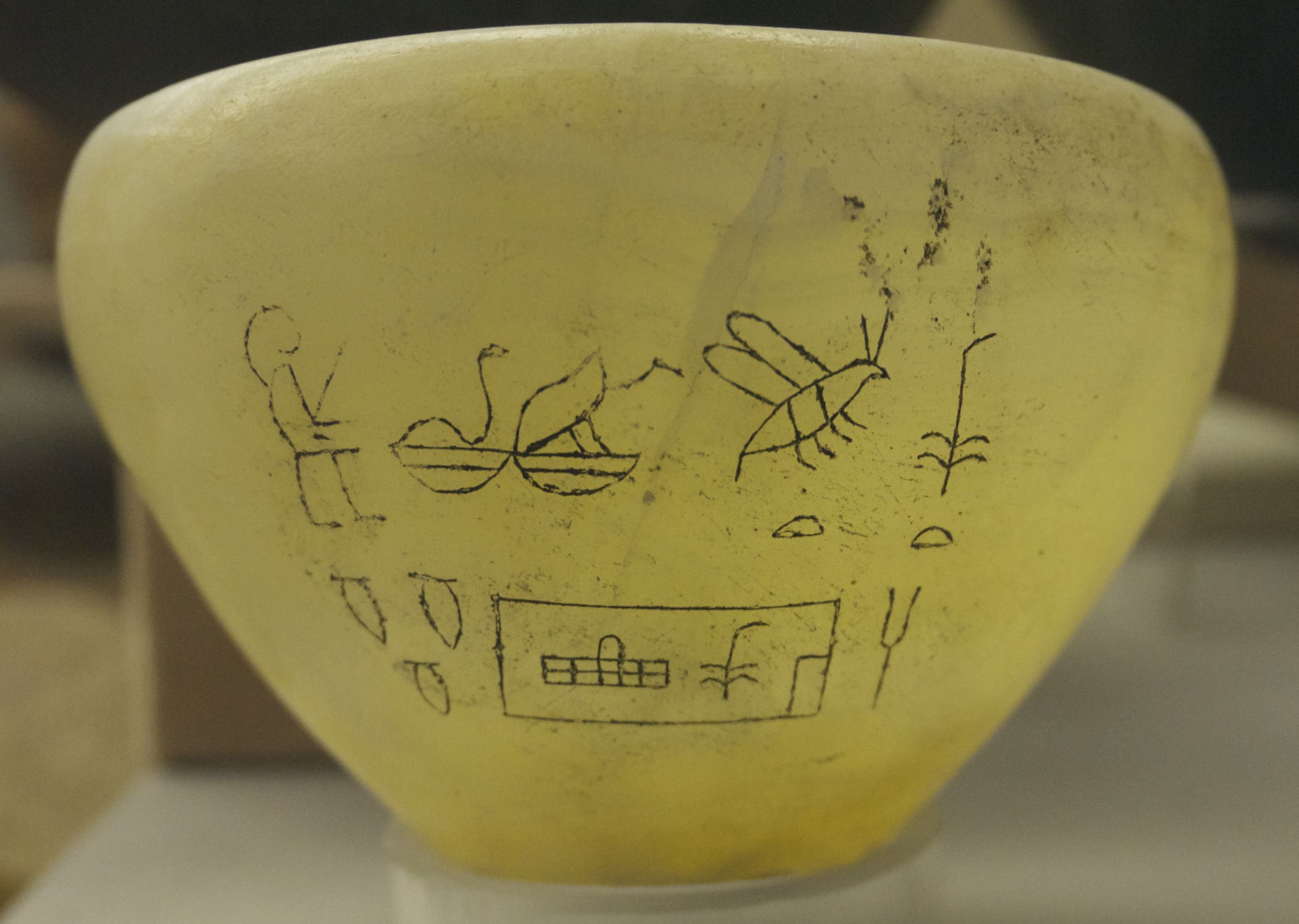
Vaas van Semerchet, farao uit de 1e dynastie.
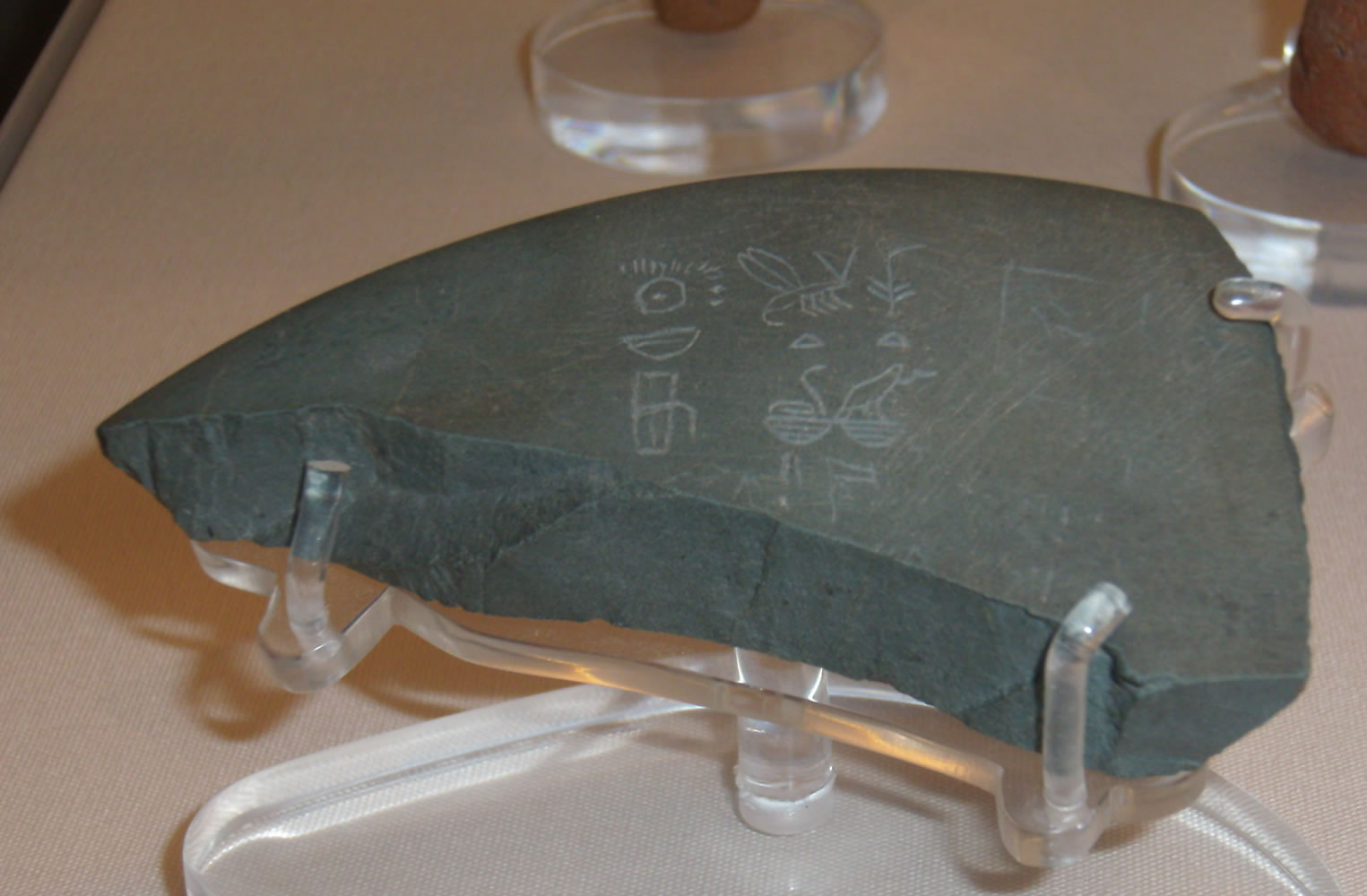
Nebtinaam van Nebra, farao uit de 2e dynastie van Egypte.
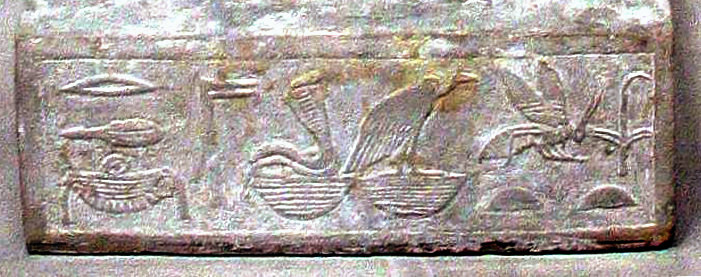
Nebtinaam van Djoser, farao uit de 3e dynastie van Egypte
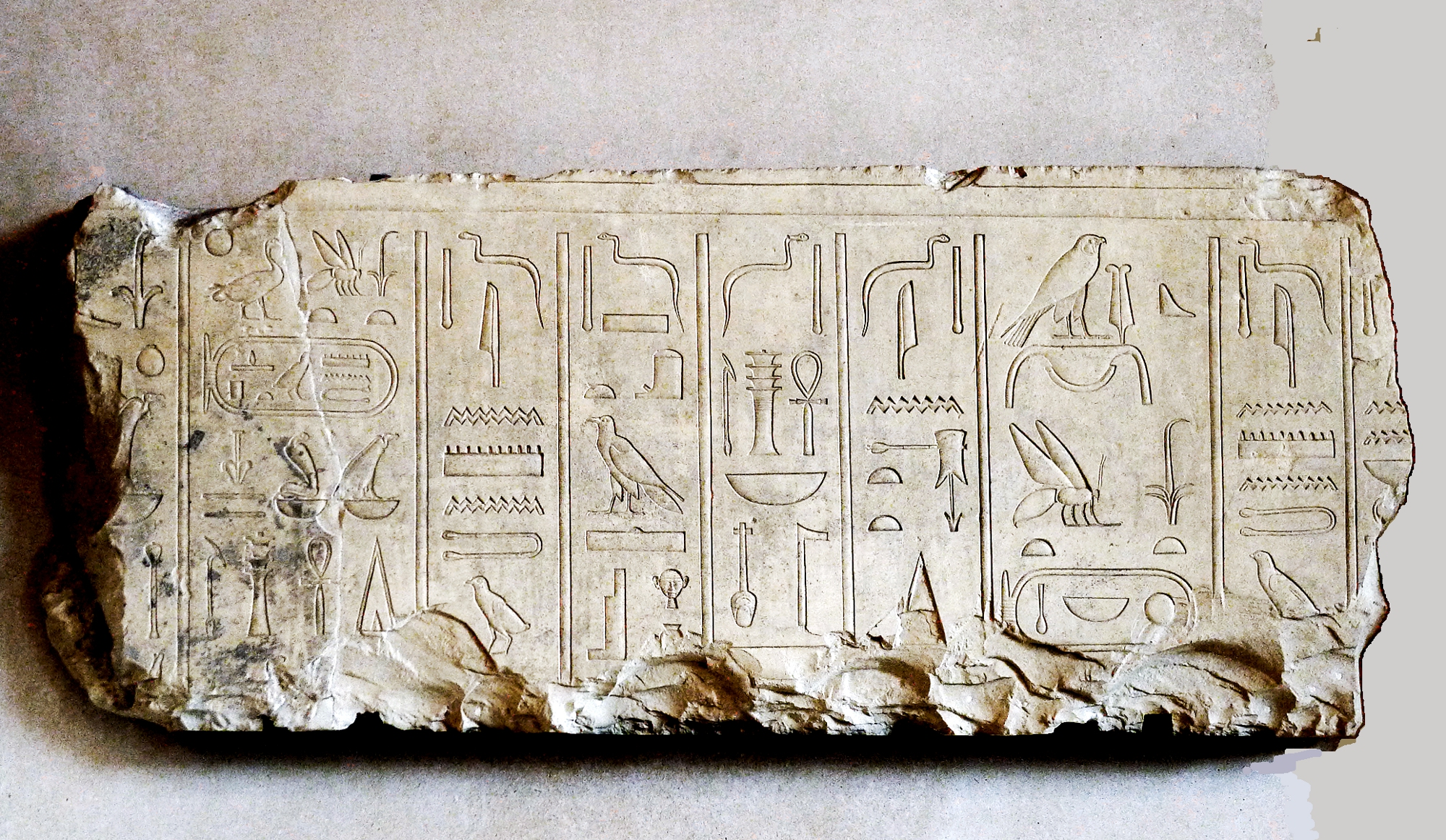
Nebtinaam van Mentoehotep II, farao uit de 11e dynastie van Egypte
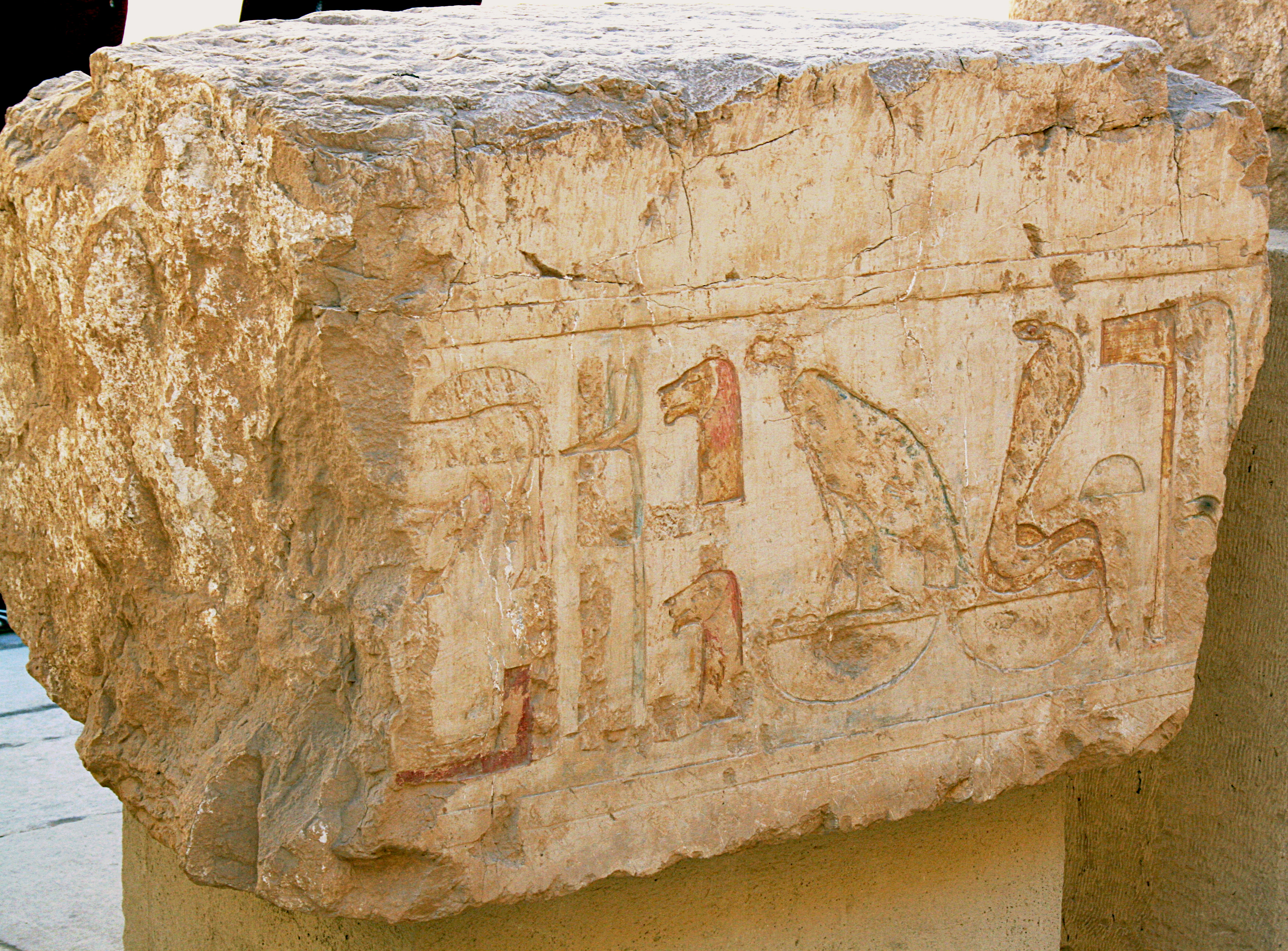
Nebtinaam van Hatsjepsoet, koningin en farao uit de 18e dynastie van Egypte.
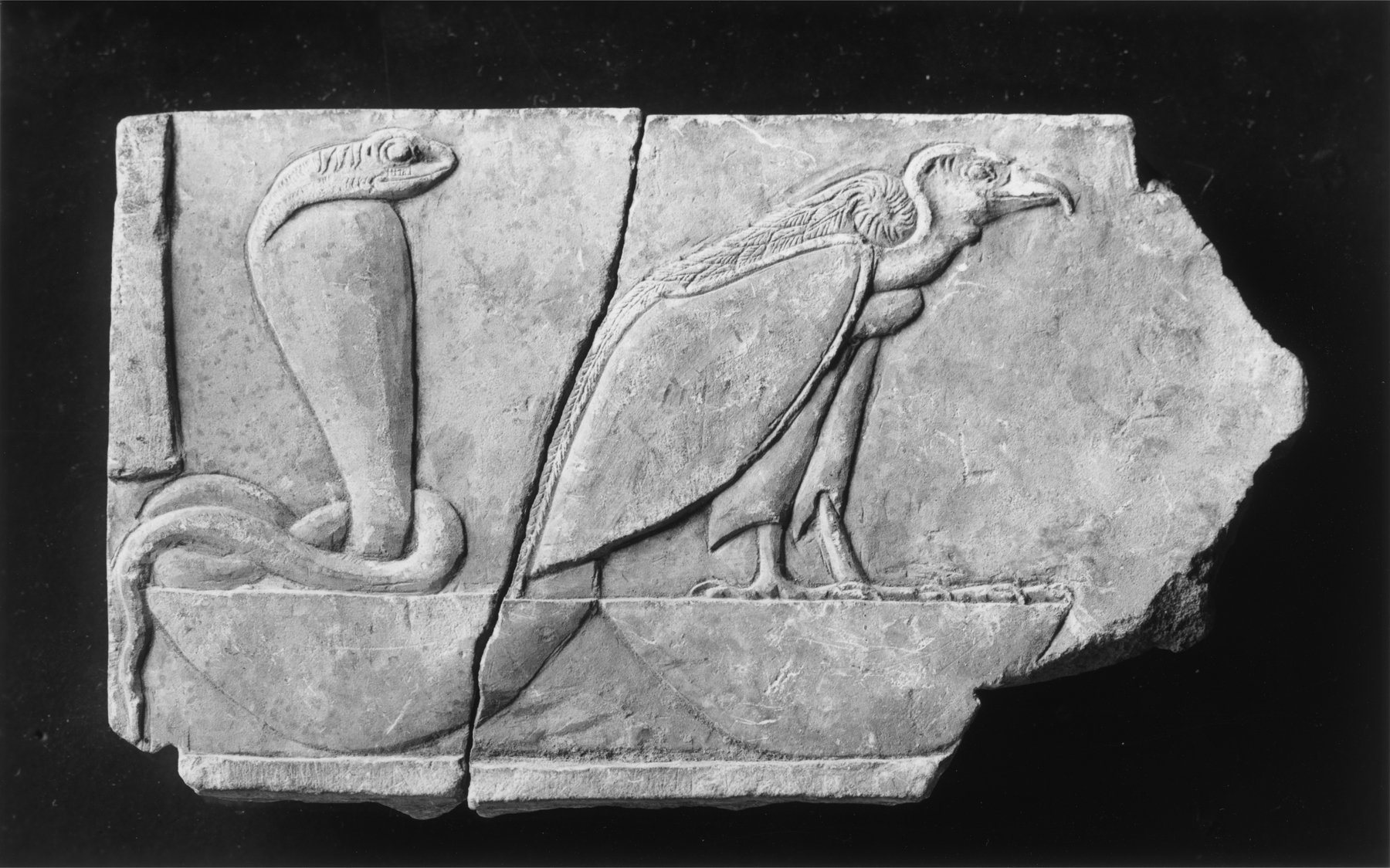
Voorbeeld uit de Late periode
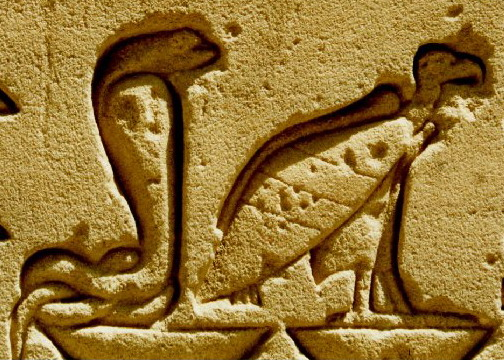
Voorbeeld van een nebtinaam.